# Фінлі (Вісконсин)
Фінлі (англ. Finley) — місто (англ. town) в США, в окрузі Джуно штату Вісконсин. Населення — 88 осіб (2020).

## Демографія
Згідно з переписом 2010 року, у місті мешкало 97 осіб у 40 домогосподарствах у складі 25 родин. Було 126 помешкань
Расовий склад населення:
| - 97,9 % — білих - 2,1 % — корінних американців |

До двох чи більше рас належало 0,0 %. Частка іспаномовних становила 0,0 % від усіх жителів.
За віковим діапазоном населення розподілялося таким чином: 18,6 % — особи молодші 18 років, 59,8 % — особи у віці 18—64 років, 21,6 % — особи у віці 65 років та старші. Медіана віку мешканця становила 50,5 року. На 100 осіб жіночої статі у місті припадало 115,6 чоловіків;  на 100 жінок у віці від 18 років та старших — 119,4 чоловіків також старших 18 років.
Середній дохід на одне домашнє господарство  становив 55 971 долар США (медіана — 55 833), а середній дохід на одну сім'ю — 64 236 доларів (медіана — 66 250). Медіана доходів становила 55 000 доларів для чоловіків та 31 250 доларів для жінок. За межею бідності перебувало 7,4 % осіб, у тому числі 0,0 % дітей у віці до 18 років та 4,8 % осіб у віці 65 років та старших.
Цивільне працевлаштоване населення становило 46 осіб. Основні галузі зайнятості: виробництво — 26,1 %, освіта, охорона здоров'я та соціальна допомога — 21,7 %, сільське господарство, лісництво, риболовля — 15,2 %, науковці, спеціалісти, менеджери — 10,9 %.